# Lluís VI de Wittelsbach
Lluis VI de Wittelsbach o de Baviera, dit el Romà (en alemany: Ludwig der Römer VI) (7 de maig de 1328 - 17 de maig de 1365) va ser el fill gran de l'emperador Lluís IV de Baviera per la seva segona esposa, Margarida II, comtessa d'Hainaut, i un membre de la casa de Wittelsbach. Lluís va ser duc de Baviera com Lluís VI (1347-1351) i marcgravi de Brandenburg (1351-1365) com Lluís II. A partir de 1356, també es va exercir com el primer príncep elector de Brandenburg.

## Biografia
Lluís va néixer a Roma, quan els seus pares van viatjar allí per a la coronació del pare com a emperador del Sacre Imperi Romà, d'aquí el seu sobrenom de "el Romà". Quan el seu pare Lluís IV va morir el 1347, Lluís el va succeir com a duc de Baviera (com Lluís VI) i comte d'Holanda i Hainaut. Lluís va cedir Holanda i Hainaut als seus germans Guillem I de Baviera, III d'Hainaut i V d'Holanda i Albert I de Baviera, Hainaut i Holanda el 1349, ja que espera que l'adquisició de la corona polonesa pel seu matrimoni amb Cunegunda de Polònia, filla de Casimir III i Aldona Ona de Lituània. Més tard, quan els va demanar els comtat, no els van voler tornar i Lluís va donar suport a la seva mare durant la seva guerra contra Guillem.
El desembre de 1351 Lluís VI va rebre el marcgraviat de Brandenburg del seu germanastre més gran gran Lluís V de Baviera, a canvi del reconeixement d'aquest darrer com a únic duc de l'Alta Baviera (el que implicava que Lluís VI havia d'associar al seu germà menor Otó V). Menys experimentat que Lluís V, el poder a Brandenburg li fou disputat pel "Fals Waldemar", un impostor que deia ser Valdemar de Brandenburg (marcgravi de 1308 a 1319 i mort en aquesta data) i haver retornar de la seva peregrinació a Terra Santa, i que va obtenir el suport de diverses ciutats i de l'emperador Carles IV fins que els Wittelsbach van arribar a un acord amb Carles. Lluís també va haver d'abandonar les seves reclamacions a feus a Mecklemburg i Pomerània. Amb la Butlla d'Or de 1356, Lluís va ser investit amb la dignitat electoral. El 1358 Lluís va ser absolt de l'excomunió papal.
Després de la mort de Cunegunda el 1357, es va casar amb Ingeborga de Mecklemburg. Era filla d'Albert II, duc de Mecklemburg, i d'Eufemia de Suècia. Lluís no va tenir fills amb ella, de manera que el seu germà petit, Otó V fou declarat hereu a Brandenburg. Però ni Lluís ni Otó tenien fills i van acabar prometent la successió de Brandenburg a Carles IV el 1364 com a venjança per un conflicte amb el seu germà Esteve II sobre la successió de l'Alta Baviera després de la mort del seu nebot Meinard, el fill de Lluís V. Lluís el Romà va morir a Berlín el 1365.